# Tweede Kamerverkiezingen 2023/Kandidatenlijst/SP

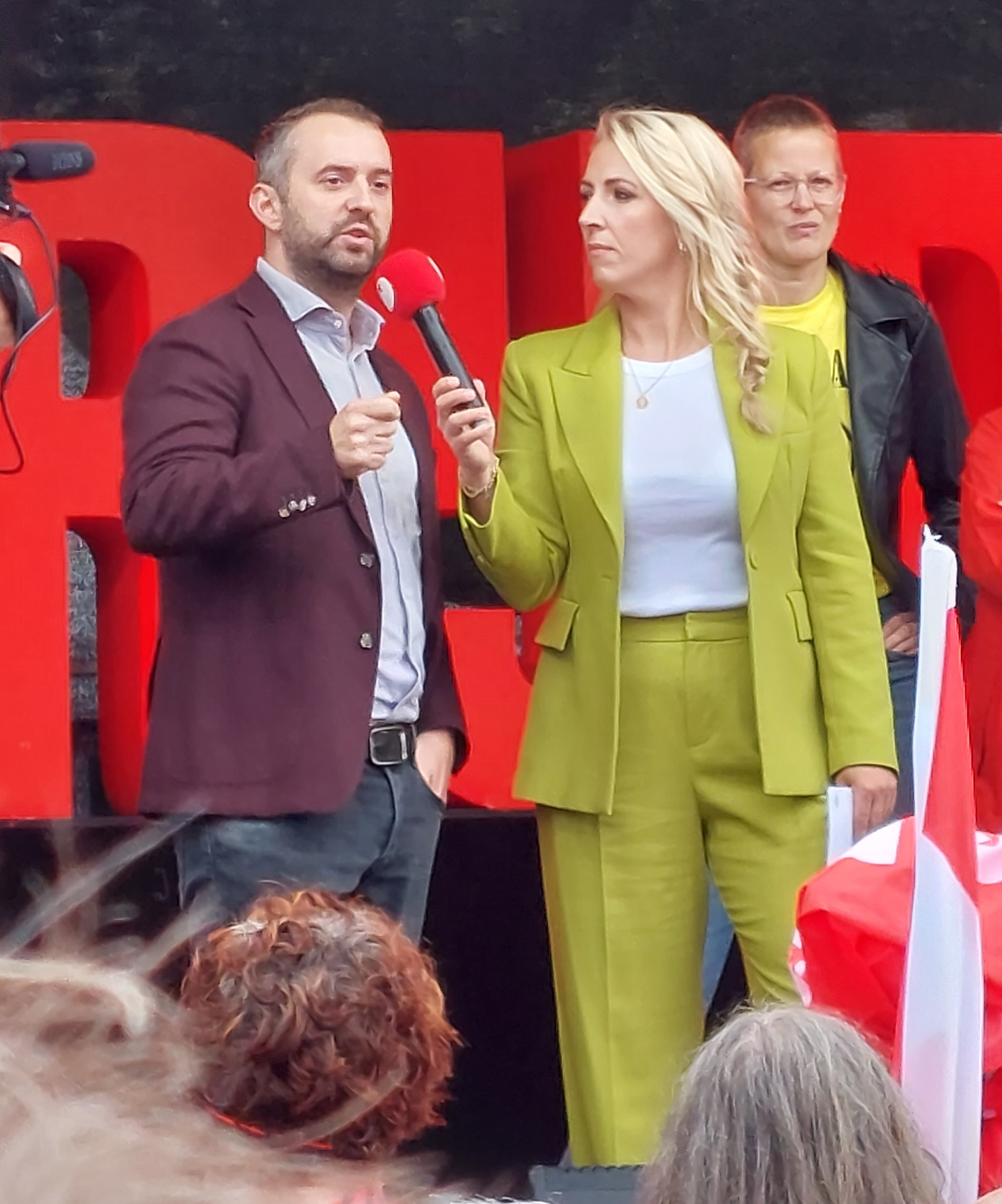
Lijsttrekker Lilian Marijnissen en kandidaat Jimmy Dijk op 17 september 2023 tijdens het Prinsjesdagprotest van de SP

De kandidatenlijst voor de Tweede Kamerverkiezingen 2023 van de SP (Socialistische Partij)  is de lijst zoals die werd vastgesteld door het partijcongres van de SP en na controle goedgekeurd door de Kiesraad.

## Achtergrond

### Vaststelling
Fractievoorzitter Lilian Marijnissen werd op 22 juli 2023 door de partijraad van de SP als lijsttrekker gekozen. Ze kreeg 94 procent van de stemmen. Er waren geen tegenkandidaten. De concept-kandidatenlijst werd op 29 augustus 2023 bekendgemaakt door de partij. Tijdens een partijcongres van 23 september 2023 werd de kandidatenlijst zonder wijzigingen op de conceptversie definitief vastgesteld. Op 13 oktober 2023 werd deze lijst na controle goedgekeurd en toegelaten door de Kiesraad.
De lijst van kandidaten is identiek in alle kieskringen. Bij eerdere verkiezingen koos de SP ervoor om per cluster van kieskringen een deel van de lijst voor regionale kandidaten te bestemmen. Na Marijnissen worden de hoogste plekken bezet door Kamerleden Sandra Beckerman, Bart van Kent, Jimmy Dijk en Michiel van Nispen. Bij de bovenste tien staan naast Kamerleden Nicole Temmink en Jasper van Dijk de nieuwkomers Sarah Dobbe (raadslid in Arnhem), Mathijs ten Broeke (voormalig wethouder in Zutphen) en Bastiaan Meijer (voorzitter SP Jongeren). Voormalig Kamerlid Renske Leijten staat als lijstduwer op de 50e plek. Eén plaats hoger staat jazzmusicus Pierre Courbois.

### Uitslag
De SP haalde 328.225 stemmen. Ongeveer 83,4 procent hiervan werd uitgebracht op Marijnissen. Er werden vijf zetels behaald, waarmee de SP in grootte de achtste partij werd. In vergelijking met de Tweede Kamerverkiezingen 2021 verloor de partij vier zetels. Behalve lijsttrekker Marijnissen werd geen van de kandidaten met voorkeurstemmen gekozen. Marijnissen, Beckerman, Van Kent, Dijk en Van Nispen werden op 6 december 2023 beëdigd.
Lilian Marijnissen trok haar conclusies uit het zetelverlies bij de verkiezingen en trad op 12 december 2023 terug als fractievoorzitter en Kamerlid. Ze werd de volgende dag door Jimmy Dijk opgevolgd als fractievoorzitter en door Sarah Dobbe als Kamerlid.

## Kandidatenlijst
| Plek | Naam                    | Woonplaats    | Geb. jaar | Stemmen | Gekozen    |
| ---- | ----------------------- | ------------- | --------- | ------- | ---------- |
| 1.   | Lilian Marijnissen      | Oss           | 1985      | 273.734 | Vinkje     |
| 2.   | Sandra Beckerman        | Groningen     | 1983      | 15.988  | Vinkje     |
| 3.   | Bart van Kent           | Den Haag      | 1983      | 1.580   | Vinkje     |
| 4.   | Jimmy Dijk              | Groningen     | 1985      | 2.633   | Vinkje     |
| 5.   | Michiel van Nispen      | Breda         | 1982      | 1.677   | Vinkje     |
| 6.   | Sarah Dobbe             | Arnhem        | 1979      | 4.629   | [ noot 1 ] |
| 7.   | Nicole Temmink          | Zwolle        | 1987      | 2.865   |            |
| 8.   | Mathijs ten Broeke      | Zutphen       | 1990      | 929     |            |
| 9.   | Jasper van Dijk         | Utrecht       | 1971      | 1.641   |            |
| 10.  | Bastiaan Meijer         | Den Haag      | 1997      | 556     |            |
| 11.  | Gerrie Elfrink          | Arnhem        | 1974      | 311     |            |
| 12.  | Jorge Wolters Gregório  | Roermond      | 1982      | 840     |            |
| 13.  | Hans Boerwinkel         | Doetinchem    | 1965      | 508     |            |
| 14.  | Remine Alberts          | Amsterdam     | 1954      | 1.347   |            |
| 15.  | Harre van der Nat       | Leiderdorp    | 1976      | 252     |            |
| 16.  | Murat Memiş             | Eindhoven     | 1988      | 1.037   |            |
| 17.  | Debbie van Dijk         | Zutphen       | 1998      | 841     |            |
| 18.  | Nina de Ridder          | Beverwijk     | 1987      | 743     |            |
| 19.  | Jamila Yahyaoui         | Utrecht       | 1983      | 1.607   |            |
| 20.  | Bram van Boven          | Rosmalen      | 1984      | 332     |            |
| 21.  | Thijs Coppus            | Leiden        | 1981      | 170     |            |
| 22.  | Xander Topma            | Meppel        | 1990      | 235     |            |
| 23.  | Tijmen van Wijngaarden  | Den Haag      | 2000      | 107     |            |
| 24.  | Theo Coşkun             | Rotterdam     | 1950      | 563     |            |
| 25.  | Sebastiaan van den Hout | Den Haag      | 1993      | 74      |            |
| 26.  | Niels van der Wijk      | Ten Boer      | 1986      | 148     |            |
| 27.  | Inge Verdaasdonk        | Breda         | 1975      | 616     |            |
| 28.  | Lieke van Rossum        | Delft         | 1982      | 494     |            |
| 29.  | Kristie Rongen          | Lelystad      | 1975      | 209     |            |
| 30.  | Hans van Hooft (jr.)    | Nijmegen      | 1966      | 303     |            |
| 31.  | Anne Cramer             | Leiden        | 1998      | 221     |            |
| 32.  | Eduard van Scheltinga   | Zwolle        | 1991      | 69      |            |
| 33.  | Ger van Unen            | Kloosterzande | 1959      | 257     |            |
| 34.  | Ruud Kuin               | Haarlem       | 1961      | 101     |            |
| 35.  | Dane Harris             | Utrecht       | 1995      | 90      |            |
| 36.  | Jan van der Veen        | Jubbega       | 1964      | 247     |            |
| 37.  | Simon Zandvliet         | Beilen        | 1993      | 169     |            |
| 38.  | Alexandra Spanner       | Alkmaar       | 1989      | 377     |            |
| 39.  | Madeleine Boer          | Lelystad      | 1973      | 123     |            |
| 40.  | Janet Ramesar           | Den Haag      | 1985      | 412     |            |
| 41.  | Mariska ten Heuw        | Hengelo       | 1971      | 388     |            |
| 42.  | Joost van der Sluis     | Delft         | 1977      | 53      |            |
| 43.  | Aldo Schelvis           | Leeuwarden    | 1990      | 262     |            |
| 44.  | Willem de Man           | Vlaardingen   | 1969      | 155     |            |
| 45.  | Anita Hendriks-Berg     | Heerlen       | 1961      | 602     |            |
| 46.  | Erik de Vries           | Helmond       | 1979      | 235     |            |
| 47.  | Eelco Eikenaar          | Haren         | 1979      | 64      |            |
| 48.  | Jordy Clemens           | Heerlen       | 1986      | 369     |            |
| 49.  | Pierre Courbois         | Arnhem        | 1940      | 102     |            |
| 50.  | Renske Leijten          | Haarlem       | 1979      | 6.960   |            |

1977 · 1981 · 1982 · 1986 · 1989 · 1994 · 1998 · 2002 · 2003 · 2006 · 2010 · 2012 · 2017 · 2021 · 2023
VVD · D66 · GroenLinks-PvdA · PVV · CDA · SP · Forum voor Democratie · Partij voor de Dieren · ChristenUnie · Volt · JA21 · SGP · DENK · 50PLUS · BBB · BIJ1 · Piratenpartij - De Groenen · BVNL / Groep Van Haga · Nieuw Sociaal Contract · Splinter · Libertaire Partij · LEF - Voor de Nieuwe Generatie · Samen voor Nederland · Nederland met een PLAN · PartijvdSport · Politieke Partij voor Basisinkomen